# 2021-es ázsiai Le Mans-széria
A 2021-es ázsiai Le Mans-széria a sorozat 9. idénye volt. A szezon a Automobile Club de l'Ouest (ACO) szervezésével került megrendezésre. A sorozatban Le Mans és GT-tipusú autók vettek részt. A szezon február 13-án indult a Dubai Autodrome versneypályán és február 20-án ért véget a Yas Marina Circuit aszfaltcsíkján. A koronavírus-járvány miatt az idény összes versenyét az Egyesült Arab Emírségekben rendezték meg.
| Bajnokok  | Bajnokok                        | Bajnokok                                       |
| Kategória | Csapat                          | Versenyzők                                     |
| --------- | ------------------------------- | ---------------------------------------------- |
| LMP2      | #26 G-Drive Racing              | René Binder Habsburg Ferdinánd Dzse Dzsefej    |
| LMP2 Am   | #18 Era Motorsport              | Andreas Laskaratos Dwight Merriman Kyle Tilley |
| LMP3      | #23 United Autosports           | Wayne Boyd Manuel Maldonaldo Rory Penttinen    |
| GT        | #99 Precote Herberth Motorsport | Ralf Bohn Alfred Renauer Robert Renauer        |
| GT Am     | #66 Rinaldi Racing              | Christian Hook Patrick Kujala Manuel Lauck     |

## Versenynaptár
| Forduló | Verseny                      | Pálya              | Pályarajz   | Dátum       |
| ------- | ---------------------------- | ------------------ | ----------- | ----------- |
| 1       | Dubaj-i 4 órás autóverseny   | Dubai Autodrome    |             | február 13. |
| 2       | Dubaj-i 4 órás autóverseny   | Dubai Autodrome    | február 14. |             |
| 3       | Abu-Dzabi 4 órás autóverseny | Yas Marina Circuit |             | február 19. |
| 4       | Abu-Dzabi 4 órás autóverseny | Yas Marina Circuit | február 20. |             |

## Csapatok és versenyzők

### LMP2
| Csapat                    | Autó           | Motor                 | Kategória | #  | Versenyzők           | Forduló |
| ------------------------- | -------------- | --------------------- | --------- | -- | -------------------- | ------- |
| Phoenix Racing            | Oreca 07       | Gibson GK428 4.2 L V8 | P2        | 5  | Matthias Kaiser      | összes  |
| Phoenix Racing            | Oreca 07       | Gibson GK428 4.2 L V8 | P2        | 5  | Simon Trummer        | összes  |
| Phoenix Racing            | Oreca 07       | Gibson GK428 4.2 L V8 | P2        | 5  | Nicki Thiim          | 1–2     |
| Phoenix Racing            | Oreca 07       | Gibson GK428 4.2 L V8 | P2        | 5  | Kelvin van der Linde | 3–4     |
| EuroInternational – Ojets | Ligier JS P217 | Gibson GK428 4.2 L V8 | P2 Am     | 11 | John Corbett         | 1–2     |
| EuroInternational – Ojets | Ligier JS P217 | Gibson GK428 4.2 L V8 | P2 Am     | 11 | Neale Muston         | 1–2     |
| Era Motorsport            | Oreca 07       | Gibson GK428 4.2 L V8 | P2 Am     | 18 | Andreas Laskaratos   | összes  |
| Era Motorsport            | Oreca 07       | Gibson GK428 4.2 L V8 | P2 Am     | 18 | Dwight Merriman      | összes  |
| Era Motorsport            | Oreca 07       | Gibson GK428 4.2 L V8 | P2 Am     | 18 | Kyle Tilley          | összes  |
| G-Drive Racing            | Aurus 01       | Gibson GK428 4.2 L V8 | P2        | 25 | Rui Andrade          | összes  |
| G-Drive Racing            | Aurus 01       | Gibson GK428 4.2 L V8 | P2        | 25 | Franco Colapinto     | összes  |
| G-Drive Racing            | Aurus 01       | Gibson GK428 4.2 L V8 | P2        | 25 | John Falb            | összes  |
| G-Drive Racing            | Aurus 01       | Gibson GK428 4.2 L V8 | P2        | 26 | René Binder          | összes  |
| G-Drive Racing            | Aurus 01       | Gibson GK428 4.2 L V8 | P2        | 26 | Habsburg Ferdinánd   | összes  |
| G-Drive Racing            | Aurus 01       | Gibson GK428 4.2 L V8 | P2        | 26 | Dzse Dzsefej         | összes  |
| Jota                      | Oreca 07       | Gibson GK428 4.2 L V8 | P2        | 28 | Sean Gelael          | összes  |
| Jota                      | Oreca 07       | Gibson GK428 4.2 L V8 | P2        | 28 | Stoffel Vandoorne    | 1–2     |
| Jota                      | Oreca 07       | Gibson GK428 4.2 L V8 | P2        | 28 | Tom Blomqvist        | 3–4     |
| Racing Team India         | Oreca 07       | Gibson GK428 4.2 L V8 | P2        | 64 | Narain Karthikeyan   | összes  |
| Racing Team India         | Oreca 07       | Gibson GK428 4.2 L V8 | P2        | 64 | Arjun Maini          | összes  |
| Racing Team India         | Oreca 07       | Gibson GK428 4.2 L V8 | P2        | 64 | Naveen Rao           | összes  |

| Ikon  | Kategória |
| ----- | --------- |
| P2    | LMP2      |
| P2 Am | LMP2 Am   |

### LMP3
| Csapat                   | Autó               | Motor                  | Kategória | #  | Versenyzők        | Forduló |
| ------------------------ | ------------------ | ---------------------- | --------- | -- | ----------------- | ------- |
| United Autosports        | Ligier JS P320     | Nissan VK56DE 5.6 L V8 | P3        | 2  | Robert Wheldon    | összes  |
| United Autosports        | Ligier JS P320     | Nissan VK56DE 5.6 L V8 | P3        | 2  | Ian Loggie        | összes  |
| United Autosports        | Ligier JS P320     | Nissan VK56DE 5.6 L V8 | P3        | 2  | Andy Meyrick      | összes  |
| United Autosports        | Ligier JS P320     | Nissan VK56DE 5.6 L V8 | P3        | 3  | Andrew Bentley    | összes  |
| United Autosports        | Ligier JS P320     | Nissan VK56DE 5.6 L V8 | P3        | 3  | Jim McGuire       | összes  |
| United Autosports        | Ligier JS P320     | Nissan VK56DE 5.6 L V8 | P3        | 3  | Duncan Tappy      | összes  |
| United Autosports        | Ligier JS P320     | Nissan VK56DE 5.6 L V8 | P3        | 23 | Wayne Boyd        | összes  |
| United Autosports        | Ligier JS P320     | Nissan VK56DE 5.6 L V8 | P3        | 23 | Manuel Maldonado  | összes  |
| United Autosports        | Ligier JS P320     | Nissan VK56DE 5.6 L V8 | P3        | 23 | Rory Penttinen    | összes  |
| Phoenix-IronForce Racing | Ligier JS P320     | Nissan VK56DE 5.6 L V8 | P3        | 4  | Jan-Erik Slooten  | összes  |
| Phoenix-IronForce Racing | Ligier JS P320     | Nissan VK56DE 5.6 L V8 | P3        | 4  | Leo Weiss         | összes  |
| Nielsen Racing           | [Ligier JS P320    | Nissan VK56DE 5.6 L V8 | P3        | 8  | Matthew Bell      | összes  |
| Nielsen Racing           | [Ligier JS P320    | Nissan VK56DE 5.6 L V8 | P3        | 8  | Rodrigo Sales     | összes  |
| Nielsen Racing           | [Ligier JS P320    | Nissan VK56DE 5.6 L V8 | P3        | 9  | Colin Noble       | összes  |
| Nielsen Racing           | [Ligier JS P320    | Nissan VK56DE 5.6 L V8 | P3        | 9  | Anthony Wells     | összes  |
| RLR MSport               | Ligier JS P320     | Nissan VK56DE 5.6 L V8 | P3        | 15 | Maxwell Hanratty  | összes  |
| RLR MSport               | Ligier JS P320     | Nissan VK56DE 5.6 L V8 | P3        | 15 | Malthe Jakobsen   | összes  |
| RLR MSport               | Ligier JS P320     | Nissan VK56DE 5.6 L V8 | P3        | 15 | Bashar Mardini    | összes  |
| CD Sport                 | Ligier JS P320     | Nissan VK56DE 5.6 L V8 | P3        | 33 | Nick Adcock       | összes  |
| CD Sport                 | Ligier JS P320     | Nissan VK56DE 5.6 L V8 | P3        | 33 | Adam Eteki        | összes  |
| CD Sport                 | Ligier JS P320     | Nissan VK56DE 5.6 L V8 | P3        | 33 | Michael Jensen    | összes  |
| ARC Bratislava           | Ginetta G61-LT-P3  | Nissan VK56DE 5.6 L V8 | P3        | 44 | Tom Cloet         | összes  |
| ARC Bratislava           | Ginetta G61-LT-P3  | Nissan VK56DE 5.6 L V8 | P3        | 44 | Miro Konopka      | összes  |
| ARC Bratislava           | Ginetta G61-LT-P3  | Nissan VK56DE 5.6 L V8 | P3        | 44 | Charlie Robertson | összes  |
| DKR Engineering          | Duqueine M30 – D08 | Nissan VK56DE 5.6 L V8 | P3        | 63 | Jean Glorieux     | összes  |
| DKR Engineering          | Duqueine M30 – D08 | Nissan VK56DE 5.6 L V8 | P3        | 63 | Laurents Hörr     | összes  |

| Ikon | Kategória |
| ---- | --------- |
| P3   | LMP3      |

### GT
| Csapat                                   | Autó                         | Motor                             | Kategória | #  | Versenyzők            | Forduló |
| ---------------------------------------- | ---------------------------- | --------------------------------- | --------- | -- | --------------------- | ------- |
| HubAuto Racing                           | Mercedes-AMG GT3 Evo         | Mercedes-AMG M159 6.2 L V8        | GT3       | 1  | Marcos Gomes          | összes  |
| HubAuto Racing                           | Mercedes-AMG GT3 Evo         | Mercedes-AMG M159 6.2 L V8        | GT3       | 1  | Raffaele Marciello    | összes  |
| HubAuto Racing                           | Mercedes-AMG GT3 Evo         | Mercedes-AMG M159 6.2 L V8        | GT3       | 1  | Liam Talbot           | összes  |
| Inception Racing with Optimum Motorsport | McLaren 720S GT3             | McLaren M840T 4.0 L Turbo V8      | GT3       | 7  | Ben Barnicoat         | összes  |
| Inception Racing with Optimum Motorsport | McLaren 720S GT3             | McLaren M840T 4.0 L Turbo V8      | GT3       | 7  | Brendan Iribe         | összes  |
| Inception Racing with Optimum Motorsport | McLaren 720S GT3             | McLaren M840T 4.0 L Turbo V8      | GT3       | 7  | Ollie Millroy         | összes  |
| Kessel Racing                            | Ferrari 488 GT3              | Ferrari F154CB 3.9 L Turbo V8     | GT3 Am    | 27 | Tim Kohmann           | összes  |
| Kessel Racing                            | Ferrari 488 GT3              | Ferrari F154CB 3.9 L Turbo V8     | GT3 Am    | 27 | Giorgio Roda          | összes  |
| Kessel Racing                            | Ferrari 488 GT3              | Ferrari F154CB 3.9 L Turbo V8     | GT3 Am    | 27 | Francesco Zollo       | összes  |
| Car Guy Racing                           | Ferrari 488 GT3              | Ferrari F154CB 3.9 L Turbo V8     | GT3       | 57 | Mikkel Jensen         | összes  |
| Car Guy Racing                           | Ferrari 488 GT3              | Ferrari F154CB 3.9 L Turbo V8     | GT3       | 57 | Kimura Takesi         | összes  |
| Car Guy Racing                           | Ferrari 488 GT3              | Ferrari F154CB 3.9 L Turbo V8     | GT3       | 57 | Côme Ledogar          | összes  |
| Walkenhorst Motorsport                   | BMW M6 GT3                   | BMW 4.4 L Turbo V8                | GT3       | 34 | Nick Catsburg         | összes  |
| Walkenhorst Motorsport                   | BMW M6 GT3                   | BMW 4.4 L Turbo V8                | GT3       | 34 | Chandler Hull         | összes  |
| Walkenhorst Motorsport                   | BMW M6 GT3                   | BMW 4.4 L Turbo V8                | GT3       | 34 | Jon Miller            | összes  |
| Walkenhorst Motorsport                   | BMW M6 GT3                   | BMW 4.4 L Turbo V8                | GT3 Am    | 35 | Jörg Breuer           | összes  |
| Walkenhorst Motorsport                   | BMW M6 GT3                   | BMW 4.4 L Turbo V8                | GT3 Am    | 35 | Sami-Matti Trogen     | összes  |
| Walkenhorst Motorsport                   | BMW M6 GT3                   | BMW 4.4 L Turbo V8                | GT3 Am    | 35 | Henry Walkenhorst     | összes  |
| GPX Racing                               | Porsche 911 GT3 R            | Porsche 4.0 L Flat-6              | GT3       | 40 | Julien Andlauer       | összes  |
| GPX Racing                               | Porsche 911 GT3 R            | Porsche 4.0 L Flat-6              | GT3       | 40 | Alain Ferté           | összes  |
| GPX Racing                               | Porsche 911 GT3 R            | Porsche 4.0 L Flat-6              | GT3       | 40 | Axcil Jefferies       | összes  |
| AF Corse                                 | Ferrari 488 GT3              | Ferrari F154CB 3.9 L Turbo V8     | GT3       | 51 | Alessandro Pier Guidi | összes  |
| AF Corse                                 | Ferrari 488 GT3              | Ferrari F154CB 3.9 L Turbo V8     | GT3       | 51 | Oswaldo Negri Jr.     | összes  |
| AF Corse                                 | Ferrari 488 GT3              | Ferrari F154CB 3.9 L Turbo V8     | GT3       | 51 | Francesco Piovanetti  | összes  |
| AF Corse                                 | Ferrari 488 GT3              | Ferrari F154CB 3.9 L Turbo V8     | GT3       | 54 | Francesco Castellacci | összes  |
| AF Corse                                 | Ferrari 488 GT3              | Ferrari F154CB 3.9 L Turbo V8     | GT3       | 54 | Giancarlo Fisichella  | összes  |
| AF Corse                                 | Ferrari 488 GT3              | Ferrari F154CB 3.9 L Turbo V8     | GT3       | 54 | Thomas Flohr          | összes  |
| Rinaldi Racing                           | Ferrari 488 GT3              | Ferrari F154CB 3.9 L Turbo V8     | GT3       | 55 | Rino Mastronardi      | összes  |
| Rinaldi Racing                           | Ferrari 488 GT3              | Ferrari F154CB 3.9 L Turbo V8     | GT3       | 55 | David Perel           | összes  |
| Rinaldi Racing                           | Ferrari 488 GT3              | Ferrari F154CB 3.9 L Turbo V8     | GT3       | 55 | Davide Rigon          | összes  |
| Rinaldi Racing                           | Ferrari 488 GT3              | Ferrari F154CB 3.9 L Turbo V8     | GT3 Am    | 66 | Christian Hook        | összes  |
| Rinaldi Racing                           | Ferrari 488 GT3              | Ferrari F154CB 3.9 L Turbo V8     | GT3 Am    | 66 | Patrick Kujala        | összes  |
| Rinaldi Racing                           | Ferrari 488 GT3              | Ferrari F154CB 3.9 L Turbo V8     | GT3 Am    | 66 | Manuel Lauck          | összes  |
| Formula Racing                           | Ferrari 488 GT3              | Ferrari F154CB 3.9 L Turbo V8     | GT3       | 60 | Johnny Laursen        | összes  |
| Formula Racing                           | Ferrari 488 GT3              | Ferrari F154CB 3.9 L Turbo V8     | GT3       | 60 | Nicklas Nielsen       | összes  |
| Formula Racing                           | Ferrari 488 GT3              | Ferrari F154CB 3.9 L Turbo V8     | GT3       | 60 | Alessio Rovera        | összes  |
| D'station Racing                         | Aston Martin Vantage AMR GT3 | Mercedes-Benz M177 4.0 L Turbo V8 | GT3       | 77 | Fuidzsi Tomonobu      | összes  |
| D'station Racing                         | Aston Martin Vantage AMR GT3 | Mercedes-Benz M177 4.0 L Turbo V8 | GT3       | 77 | Tom Gamble            | összes  |
| D'station Racing                         | Aston Martin Vantage AMR GT3 | Mercedes-Benz M177 4.0 L Turbo V8 | GT3       | 77 | Hosino Satosi         | összes  |
| Garage 59                                | Aston Martin Vantage AMR GT3 | Mercedes-Benz M177 4.0 L Turbo V8 | GT3       | 88 | Valentin Hasse-Clot   | összes  |
| Garage 59                                | Aston Martin Vantage AMR GT3 | Mercedes-Benz M177 4.0 L Turbo V8 | GT3       | 88 | Maxime Martin         | összes  |
| Garage 59                                | Aston Martin Vantage AMR GT3 | Mercedes-Benz M177 4.0 L Turbo V8 | GT3       | 88 | Alexander West        | összes  |
| Garage 59                                | Aston Martin Vantage AMR GT3 | Mercedes-Benz M177 4.0 L Turbo V8 | GT3       | 89 | Mike Benham           | összes  |
| Garage 59                                | Aston Martin Vantage AMR GT3 | Mercedes-Benz M177 4.0 L Turbo V8 | GT3       | 89 | Marvin Kirchhöfer     | összes  |
| Garage 59                                | Aston Martin Vantage AMR GT3 | Mercedes-Benz M177 4.0 L Turbo V8 | GT3       | 89 | Nemoto Júki           | összes  |
| Precote Herberth Motorsport              | Porsche 911 GT3 R            | Porsche 4.0 L Flat-6              | GT3       | 93 | Antares Au            | összes  |
| Precote Herberth Motorsport              | Porsche 911 GT3 R            | Porsche 4.0 L Flat-6              | GT3       | 93 | Klaus Bachler         | összes  |
| Precote Herberth Motorsport              | Porsche 911 GT3 R            | Porsche 4.0 L Flat-6              | GT3       | 93 | Steffen Görig         | összes  |
| Precote Herberth Motorsport              | Porsche 911 GT3 R            | Porsche 4.0 L Flat-6              | GT3       | 99 | Ralf Bohn             | összes  |
| Precote Herberth Motorsport              | Porsche 911 GT3 R            | Porsche 4.0 L Flat-6              | GT3       | 99 | Alfred Renauer        | összes  |
| Precote Herberth Motorsport              | Porsche 911 GT3 R            | Porsche 4.0 L Flat-6              | GT3       | 99 | Robert Renauer        | összes  |
| TF Sport                                 | Aston Martin Vantage AMR GT3 | Mercedes-Benz M177 4.0 L Turbo V8 | GT3       | 95 | Charlie Eastwood      | összes  |
| TF Sport                                 | Aston Martin Vantage AMR GT3 | Mercedes-Benz M177 4.0 L Turbo V8 | GT3       | 95 | Ollie Hancock         | összes  |
| TF Sport                                 | Aston Martin Vantage AMR GT3 | Mercedes-Benz M177 4.0 L Turbo V8 | GT3       | 95 | John Hartshorne       | összes  |
| Oman Racing Team with TF Sport           | Aston Martin Vantage AMR GT3 | Mercedes-Benz M177 4.0 L Turbo V8 | GT3       | 97 | Jonathan Adam         | összes  |
| Oman Racing Team with TF Sport           | Aston Martin Vantage AMR GT3 | Mercedes-Benz M177 4.0 L Turbo V8 | GT3       | 97 | Ahmad al-Harisi       | összes  |
| Oman Racing Team with TF Sport           | Aston Martin Vantage AMR GT3 | Mercedes-Benz M177 4.0 L Turbo V8 | GT3       | 97 | Tom Canning           | összes  |

| Ikon   | Kategória |
| ------ | --------- |
| GT3    | GT3       |
| GT3 Am | GT3 Am    |

## Eredmények

### Összefoglaló

#### LMP2
| Verseny | Helyszín           | Pole-pozíció                                | Győztes                                     | Listavezető        | Előny |
| ------- | ------------------ | ------------------------------------------- | ------------------------------------------- | ------------------ | ----- |
| 1       | Dubai Autodrome    | #25 G-Drive Racing                          | #26 G-Drive Racing                          | #26 G-Drive Racing | 7     |
| 1       | Dubai Autodrome    | Rui Andrade Franco Colapinto John Falb      | René Binder Habsburg Ferdinánd Dzse Dzsefej | #26 G-Drive Racing | 7     |
| 2       | Dubai Autodrome    | #25 G-Drive Racing                          | #26 G-Drive Racing                          | #26 G-Drive Racing | 18    |
| 2       | Dubai Autodrome    | Rui Andrade Franco Colapinto John Falb      | René Binder Habsburg Ferdinánd Dzse Dzsefej | #26 G-Drive Racing | 18    |
| 3       | Yas Marina Circuit | #25 G-Drive Racing                          | #28 Jota                                    | #26 G-Drive Racing | 15    |
| 3       | Yas Marina Circuit | Rui Andrade Franco Colapinto John Falb      | Sean Gelael Tom Blomqvist                   | #26 G-Drive Racing | 15    |
| 4       | Yas Marina Circuit | #26 G-Drive Racing                          | #28 Jota                                    | #26 G-Drive Racing | 3     |
| 4       | Yas Marina Circuit | René Binder Habsburg Ferdinánd Dzse Dzsefej | Sean Gelael Tom Blomqvist                   | #26 G-Drive Racing | 3     |

#### LMP3
| Verseny | Helyszín           | Pole-pozíció                                    | Győztes                                     | Listavezető           | Előny |
| ------- | ------------------ | ----------------------------------------------- | ------------------------------------------- | --------------------- | ----- |
| 1       | Dubai Autodrome    | #23 United Autosports                           | #23 United Autosports                       | #23 United Autosports | 8     |
| 1       | Dubai Autodrome    | Wayne Boyd Manuel Maldonaldo Rory Penttinen     | Wayne Boyd Manuel Maldonaldo Rory Penttinen | #23 United Autosports | 8     |
| 2       | Dubai Autodrome    | #23 United Autosports                           | #23 United Autosports                       | #23 United Autosports | 22    |
| 2       | Dubai Autodrome    | Wayne Boyd Manuel Maldonaldo Rory Penttinen     | Wayne Boyd Manuel Maldonaldo Rory Penttinen | #23 United Autosports | 22    |
| 3       | Yas Marina Circuit | #23 United Autosports                           | #9 Nielsen Racing                           | #23 United Autosports | 10    |
| 3       | Yas Marina Circuit | Wayne Boyd Manuel Maldonaldo Rory Penttinen     | Colin Noble Anthony Wells                   | #23 United Autosports | 10    |
| 4       | Yas Marina Circuit | #15 RLR MSport                                  | #23 United Autosports                       | #23 United Autosports | 30    |
| 4       | Yas Marina Circuit | Maxwell Hanratty Malthe Jakobsen Bashar Mardini | Wayne Boyd Manuel Maldonaldo Rory Penttinen | #23 United Autosports | 30    |

#### GT
| Verseny | Helyszín           | Pole-pozíció                                | Győztes                                     | Listavezető                     | Előny |
| ------- | ------------------ | ------------------------------------------- | ------------------------------------------- | ------------------------------- | ----- |
| 1       | Dubai Autodrome    | #99 Precote Herberth Motorsport             | #99 Precote Herberth Motorsport             | #99 Precote Herberth Motorsport | 8     |
| 1       | Dubai Autodrome    | Ralf Bohn Alfred Renauer Robert Renauer     | Ralf Bohn Alfred Renauer Robert Renauer     | #99 Precote Herberth Motorsport | 8     |
| 2       | Dubai Autodrome    | #93 Precote Herberth Motorsport             | #40 GPX Racing                              | #40 GPX Racing                  | 1     |
| 2       | Dubai Autodrome    | Antares Au Klaus Bachler Steffen Görig      | Julien Andlauer Alain Ferté Axcil Jefferies | #40 GPX Racing                  | 1     |
| 3       | Yas Marina Circuit | #1 HubAuto Racing                           | #40 GPX Racing                              | #40 GPX Racing                  | 8     |
| 3       | Yas Marina Circuit | Marcos Gomes Raffaele Marciello Liam Talbot | Julien Andlauer Alain Ferté Axcil Jefferies | #40 GPX Racing                  | 8     |
| 4       | Yas Marina Circuit | #1 HubAuto Racing                           | #57 Car Guy Racing                          | #99 Precote Herberth Motorsport | 1,5   |
| 4       | Yas Marina Circuit | Marcos Gomes Raffaele Marciello Liam Talbot | Mikkel Jensen Kimura Takesi Côme Ledogar    | #99 Precote Herberth Motorsport | 1,5   |

## Csapatok
| Helyezés | 1. | 2. | 3. | 4. | 5. | 6. | 7. | 8. | 9. | 10. | további | Pole |
| -------- | -- | -- | -- | -- | -- | -- | -- | -- | -- | --- | ------- | ---- |
| Pont     | 25 | 18 | 15 | 12 | 10 | 8  | 6  | 4  | 2  | 1   | 0,5     | 1    |

### LMP2
Félkövér: pole-pozíció, dőlt: leggyorsabb kör, a színkódokról részletes információ itt található.
| Helyezés | Csapat                | Autó     | DUB | DUB | ABU | ABU | Pont |
| -------- | --------------------- | -------- | --- | --- | --- | --- | ---- |
| 1.       | #26 G-Drive Racing    | Aurus 01 | 1   | 1   | 2   | 4   | 81   |
| 2.       | #28 Jota              | Oreca 07 | 2   | 5   | 1   | 1   | 78   |
| 3.       | #25 G-Drive Racing    | Aurus 01 | 4   | 2   | 3   | 2   | 66   |
| 4.       | #5 Phoenix Racing     | Oreca 07 | 3   | 3   | 4   | 3   | 57   |
| 5.       | #64 Racing Team India | Oreca 07 | 5   | 4   | 5   | 5   | 42   |

### LMP2 Am
| Helyezés | Csapat                        | Autó           | DUB | DUB | ABU | ABU | Pont |
| -------- | ----------------------------- | -------------- | --- | --- | --- | --- | ---- |
| 1.       | #18 Era Motorsport            | Oreca 07       | 1   | 1   | 1   | 1   | 104  |
| 2.       | #11 EuroInternational – Ojets | Ligier JS P217 | 2   | Ki  | Ni  | Ni  | 18   |

### LMP3
| Helyezés | Csapat                      | Autó               | DUB | DUB | ABU | ABU | Pont |
| -------- | --------------------------- | ------------------ | --- | --- | --- | --- | ---- |
| 1.       | #23 United Autosports       | Ligier JS P320     | 1   | 1   | Ki  | 1   | 78   |
| 2.       | #3 United Autosports        | Ligier JS P320     | 3   | 5   | 3   | 2   | 58   |
| 3.       | #9 Nielsen Racing           | Ligier JS P320     | 2   | Ki  | 1   | 6   | 51   |
| 4.       | #2 United Autosports        | Ligier JS P320     | 4   | 2   | Ki  | 3   | 45   |
| 5.       | #8 Nielsen Racing           | Ligier JS P320     | Ki  | 3   | 2   | 7   | 39   |
| 6.       | #63 DKR Engineering         | Duqueine M30 - D08 | Ki  | 4   | 5   | 5   | 32   |
| 7.       | #15 RLR MSport              | Ligier JS P320     | 6   | 7   | 4   | Ki  | 27   |
| 8.       | #33 CD Sport                | Ligier JS P320     | 7   | 6   | Ki  | 4   | 26   |
| 9.       | #44 ARC Bratislava          | Ginetta G61-LT-P3  | Ki  | 8   | 6   | 9   | 14   |
| 10.      | #4 Phoenix-IronForce Racing | Ligier JS P320     | 5   | Ki  | Ki  | 8   | 14   |

### GT
| Helyezés | Csapat                                      | Autó                         | DUB | DUB | ABU | ABU | Pont |
| -------- | ------------------------------------------- | ---------------------------- | --- | --- | --- | --- | ---- |
| 1.       | #99 Precote Herberth Motorsport             | Porsche 911 GT3 R            | 1   | 5   | 2   | 5   | 64   |
| 2.       | #40 GPX Racing                              | Porsche 911 GT3 R            | 4   | 1   | 1   | 14  | 62,5 |
| 3.       | #55 Rinaldi Racing                          | Ferrari 488 GT3              | 8   | 2   | 4   | 3   | 49   |
| 4.       | #7 Inception Racing with Optimum Motorsport | McLaren 720S GT3             | 2   | 6   | 10  | 2   | 45   |
| 5.       | #88 Garage 59                               | Aston Martin Vantage AMR GT3 | 5   | 3   | 6   | 9   | 35   |
| 6.       | #57 Car Guy Racing                          | Ferrari 488 GT3              | 9   | 8   | 13  | 1   | 31,5 |
| 7.       | #1 HubAuto Racing                           | Mercedes-AMG GT3 Evo         | Ki  | 4   | 5   | 8   | 28   |
| 8.       | #97 Oman Racing Team with TF Sport          | Aston Martin Vantage AMR GT3 | 7   | 7   | Ki  | 4   | 24   |
| 9.       | #60 Formula Racing                          | Ferrari 488 GT3              | 6   | 16  | 3   | Ki  | 23,5 |
| 10.      | #34 Walkenhorst Motorsport                  | BMW M6 GT3                   | 3   | Ki  | 14  | 11  | 16   |
| 11.      | #77 D'station Racing                        | Aston Martin Vantage AMR GT3 | 13  | 13  | 7   | 7   | 13   |
| 12.      | #95 TF Sport                                | Aston Martin Vantage AMR GT3 | 10  | 11  | 16  | 6   | 10   |
| 13.      | #51 AF Corse                                | Ferrari 488 GT3              | 14  | 14  | 8   | Ki  | 5    |
| 14.      | #93 Precote Herberth Motorsport             | Porsche 911 GT3 R            | 15  | 9   | 12  | 13  | 4,5  |
| 15.      | #89 Garage 59                               | Aston Martin Vantage AMR GT3 | 17  | 10  | 9   | 10  | 4,5  |
| 16.      | #35 Walkenhorst Motorsport                  | BMW M6 GT3                   | 16  | 18  | 18  | 12  | 2    |
| 17.      | #27 Kessel Racing                           | Ferrari 488 GT3              | 18  | 17  | 17  | 15  | 2    |
| 18.      | #54 AF Corse                                | Ferrari 488 GT3              | 11  | 12  | 11  | Ki  | 1,5  |
| 19.      | #66 Rinaldi Racing                          | Ferrari 488 GT3              | 12  | 15  | 15  | Ki  | 1,5  |

### GT Am
| Helyezés | Csapat                     | Autó            | DUB | DUB | ABU | ABU | Pont |
| -------- | -------------------------- | --------------- | --- | --- | --- | --- | ---- |
| 1.       | #66 Rinaldi Racing         | Ferrari 488 GT3 | 1   | 1   | 1   | Ki  | 77   |
| 2.       | #35 Walkenhorst Motorsport | BMW M6 GT3      | 2   | 3   | 3   | 1   | 73   |
| 3.       | #27 Kessel Racing          | Ferrari 488 GT3 | 3   | 2   | 2   | 2   | 71   |

## Versenyzők
| Helyezés | 1. | 2. | 3. | 4. | 5. | 6. | 7. | 8. | 9. | 10. | további | Pole |
| -------- | -- | -- | -- | -- | -- | -- | -- | -- | -- | --- | ------- | ---- |
| Pont     | 25 | 18 | 15 | 12 | 10 | 8  | 6  | 4  | 2  | 1   | 0,5     | 1    |

### LMP2
| Helyezés | Versenyzők                                  | DUB | DUB | ABU | ABU | Pont |
| -------- | ------------------------------------------- | --- | --- | --- | --- | ---- |
| 1.       | René Binder Habsburg Ferdinánd Dzse Dzsefej | 1   | 1   | 2   | 4   | 81   |
| 2.       | Sean Gelael                                 | 2   | 5   | 1   | 1   | 78   |
| 3.       | Rui Andrade Franco Colapinto John Falb      | 4   | 2   | 3   | 2   | 66   |
| 4.       | Matthias Kaiser Simon Trummer               | 3   | 3   | 4   | 3   | 57   |
| 5.       | Tom Blomqvist                               |     |     | 1   | 1   | 50   |
| 6.       | Narain Karthikeyan Arjun Maini Naveen Rao   | 5   | 4   | 5   | 5   | 42   |
| 7.       | Nicki Thiim                                 | 3   | 3   |     |     | 30   |
| 8.       | Stoffel Vandoorne                           | 2   | 5   |     |     | 28   |
| 9.       | Kelvin van der Linde                        |     |     | 4   | 3   | 27   |

### LMP2 Am
| Helyezés | Versenyzők                                     | DUB | DUB | ABU | ABU | Pont |
| -------- | ---------------------------------------------- | --- | --- | --- | --- | ---- |
| 1.       | Andreas Laskaratos Dwight Merriman Kyle Tilley | 1   | 1   | 1   | 1   | 104  |
| 2        | John Corbett Neale Muston                      | 2   | Ki  | Ni  | Ni  | 18   |

### LMP3
| Helyezés | Versenyzők                                      | DUB | DUB | ABU | ABU | Pont |
| -------- | ----------------------------------------------- | --- | --- | --- | --- | ---- |
| 1.       | Wayne Boyd Manuel Maldonado Rory Penttinen      | 1   | 1   | Ki  | 1   | 78   |
| 2.       | Andrew Bentley Jim McGuire Duncan Tappy         | 3   | 5   | 3   | 2   | 58   |
| 3.       | Colin Noble Anthony Wells                       | 2   | Ki  | 1   | 6   | 51   |
| 4.       | Robert Wheldon Ian Loggie Andy Meyrick          | 4   | 2   | Ki  | 3   | 45   |
| 5.       | Matthew Bell Rodrigo Sales                      | Ki  | 3   | 2   | 7   | 39   |
| 6.       | Jean Glorieux Laurents Hörr                     | Ki  | 4   | 5   | 5   | 32   |
| 7.       | Maxwell Hanratty Malthe Jakobsen Bashar Mardini | 6   | 7   | 4   | Ki  | 27   |
| 8.       | Nick Adcock Adam Eteki Michael Jensen           | 7   | 6   | Ki  | 4   | 26   |
| 9.       | Jan-Erik Slooten Leo Weiss                      | 5   | Ki  | Ki  | 8   | 14   |
| 10.      | Tom Cloet Miro Konopka Charlie Robertson        | Ki  | 8   | 6   | 9   | 14   |

### GT
| Helyezés | Versenyzők                                                   | DUB | DUB | ABU | ABU | Pont |
| -------- | ------------------------------------------------------------ | --- | --- | --- | --- | ---- |
| 1.       | Ralf Bohn Alfred Renauer Robert Renauer                      | 1   | 5   | 2   | 5   | 64   |
| 2.       | Julien Andlauer Alain Ferté Axcil Jefferies                  | 4   | 1   | 1   | 14  | 62,5 |
| 3.       | Rino Mastronardi David Perel Davide Rigon                    | 8   | 2   | 4   | 3   | 49   |
| 4.       | Ben Barnicoat Brendan Iribe Ollie Millroy                    | 2   | 6   | 10  | 2   | 45   |
| 5.       | Valentin Hasse-Clot Maxime Martin Alexander West             | 5   | 3   | 6   | 9   | 35   |
| 6.       | Mikkel Jensen Kimura Takesi Côme Ledogar                     | 9   | 8   | 13  | 1   | 31,5 |
| 7.       | Marcos Gomes Raffaele Marciello Liam Talbot                  | Ki  | 4   | 5   | 8   | 28   |
| 8.       | Jonathan Adam Ahmad al-Harisi Tom Canning                    | 7   | 7   | Ki  | 4   | 24   |
| 9.       | Johnny Laursen Nicklas Nielsen Alessio Rovera                | 6   | 16  | 3   | Ki  | 23,5 |
| 10.      | Nick Catsburg Chandler Hull Jon Miller                       | 3   | Ki  | 14  | 11  | 16   |
| 11.      | Fuidzsi Tomonobu Tom Gamble Hosino Satosi                    | 13  | 13  | 7   | 7   | 13   |
| 12.      | Charlie Eastwood Ollie Hancock John Hartshorne               | 10  | 11  | 16  | 6   | 10   |
| 13.      | Alessandro Pier Guidi Oswaldo Negri Jr. Francesco Piovanetti | 14  | 14  | 8   | Ki  | 15   |
| 14.      | Mike Benham Marvin Kirchhöfer Nemoto Júki                    | 17  | 10  | 9   | 10  | 4,5  |
| 15.      | Antares Au Klaus Bachler Steffen Görig                       | 15  | 9   | 12  | 13  | 4,5  |
| 16.      | Francesco Castellacci Giancarlo Fisichella Thomas Flöhr      | 11  | 12  | 11  | Ki  | 1,5  |

### GT Am
| Helyezés | Versenyzők                                      | DUB | DUB | ABU | ABU | Pont |
| -------- | ----------------------------------------------- | --- | --- | --- | --- | ---- |
| 1.       | Christian Hook Patrick Kujala Manuel Lauck      | 1   | 1   | 1   | Ki  | 77   |
| 2.       | Jörg Breuer Sami-Matti Trogen Henry Walkenhorst | 2   | 3   | 3   | 1   | 73   |
| 3.       | Tim Kohmann Giorgio Roda Francesco Zollo        | 3   | 2   | 2   | 2   | 71   |

## Külső hivatkozások
- Az ázsiai Le Mans-széria hivatalos weboldala